# 광남고등학교 (서울)
광남고등학교(廣南高等學校)는 대한민국 서울특별시 광진구 광장동에 위치한 공립 고등학교이다.

## 학교 연혁
- 1986년 1월 25일 : 광남고등학교 설립인가(인문고 36학급)
- 1986년 3월 1일 : 제1대 김화곤 교장 취임
- 1986년 5월 13일 : 개교식
- 2003년 12월 23일 : 디지털 도서실 개관
- 2023년 2월 6일 : 제35회 졸업식(14학급 361명, 누적 졸업생 수 22,063명)
- 2023년 3월 2일 : 제13대 최재일 교장 취임
- 2023년 3월 2일 : 신입생 376명 입학

## 참고 자료
- 광남고등학교 - 한국교육학술정보원 학교알리미